# Law Abiding Citizen
Law Abiding Citizen is een Amerikaanse thriller onder regie van F. Gary Gray. Deze ging op 23 september 2009 in de Verenigde Staten in wereldpremière.

## Verhaal
In Philadelphia wordt Clyde Shelton het slachtoffer van een brutale misdaad. Zijn vrouw en dochtertje worden vermoord en Clyde kan niet anders dan toekijken wanneer de dader door het gerechtelijk systeem op vrije voeten komt te staan. Nick Rice is de openbare aanklager en verantwoordelijk voor de vrijlating van de dader. Tien jaar later besluit Clyde wraak te nemen en het recht in eigen handen te nemen.

## Rolverdeling
- Gerard Butler - Clyde Shelton
- Jamie Foxx - Nick Rice
- Bruce McGill - Jonas Cantrell
- Regina Hall - Kelly Rice
- Viola Davis - Burgemeester van Philadelphia
- Colm Meaney - Detective Dunnigan
- Christian Stolte - Clarence Darby
- Leslie Bibb - Sarah Lowell
- Roger Bart - Brian Bingham
- Michael Kelly - Bray

## Trivia
- Op een gegeven ogenblik zou Frank Darabont het verhaal verfilmen. Uiteindelijk werd F. Gary Gray de regisseur.
- Andere bekende films rond het thema persoonlijke wraak zijn onder meer Death Wish (1974), Kill Bill (2003), The Punisher (2004), Sin City (2005), Death Sentence (2007) en The Brave One (2007).